# Reino Unido de los Países Bajos

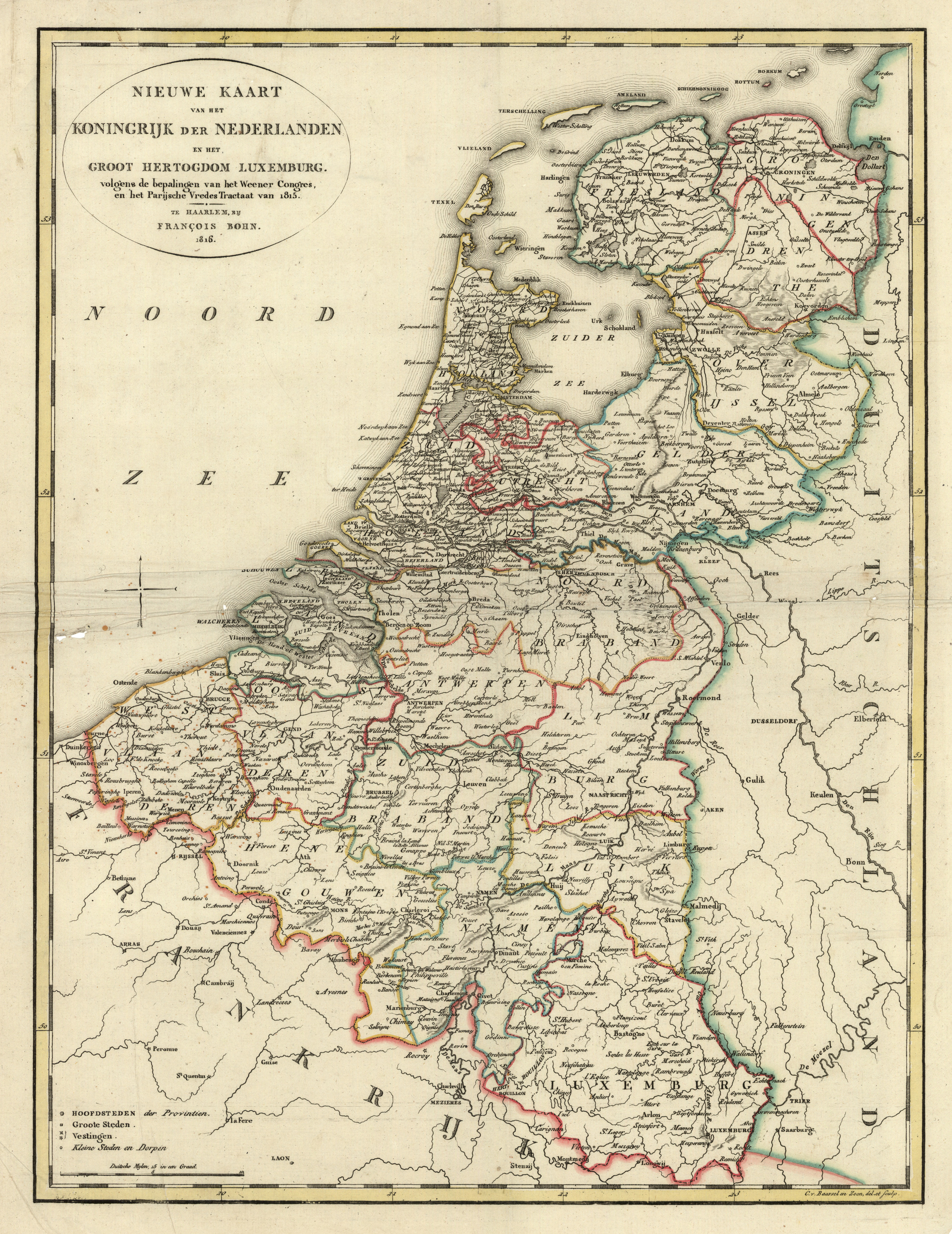
Nuevo Mapa del Reino de los Países Bajos y el Gran Ducado de Luxemburgo, 1815

El Reino de los Países Bajos (en neerlandés: Koninkrijk der Nederlanden; en francés: Royaume des Belgiques) conocido desde 1815 a 1830 como Reino Unido de los Países Bajos, fue un reino formado por los actuales Países Bajos, Bélgica, Luxemburgo y parte de Alemania.

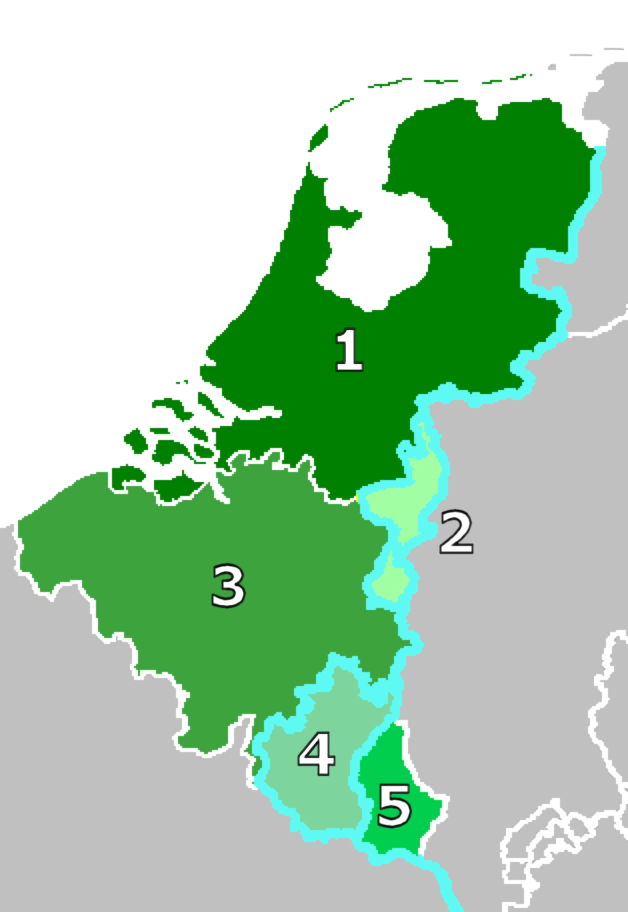
Los Países Bajos, Bélgica, Luxemburgo y Limburgo en 1839
1, 2 y 3 Reino Unido de los Países Bajos (hasta 1830)
1 y 2 Reino de los Países Bajos (después de 1830)
2 Ducado de Limburgo (en la Confederación Germánica después de 1839)
3 y 4 Reino de Bélgica (después de 1830)
4 y 5 Gran Ducado de Luxemburgo (límites hasta 1830)
4 Provincia de Luxemburgo (Unida a Bélgica en 1830)
5 Gran Ducado de Luxemburgo (Luxemburgo alemán; después de 1839)
En azul los límites con la Confederación Germánica.

Fue creado a partir de territorios conquistados por el Primer Imperio francés tras la disolución de este durante el Congreso de Viena en 1815. Este Estado fue gobernado durante veinticinco años (desde 1815 hasta 1840) por el primer rey Guillermo I, por lo cual la Casa de Orange-Nassau se convirtió en la poseedora del trono en el nuevo país.
El Estado fue creado con la intención de formar una organización territorial estable al norte de Francia para contrarrestar las nuevas ambiciones francesas en la zona. Se disolvió en 1830, cuando las provincias del sur se independizaron formando Bélgica; aunque las provincias del norte solo reconocieron la independencia belga en 1839 en el Tratado de Londres, y mantuvieron el nombre de Reino de los Países Bajos. El gran ducado de Luxemburgo permaneció bajo la corona de los Orange neerlandeses hasta 1890, cuando al fallecimiento de Guillermo III el trono de los Países Bajos pasó a la reina Guillermina; y no era posible para una mujer ocupar el trono debido a la ley sálica. Así, Luxemburgo formó un nuevo Estado, bajo el dominio de los Weilburg, rama de la casa de Nassau formada en 1783. Luxemburgo fue incluido en la Confederación Germánica.
Todos estos territorios pertenecen a Estados que hoy forman parte de la Unión Europea desde su creación.

## Gobierno
El Reino Unido de los Países Bajos fue una monarquía constitucional, el rey seguía teniendo un gran control como jefe de Estado y como jefe de Gobierno. Por debajo del rey había una legislatura bicameral conocida como los  Estados Generales de los Países Bajos con un Senado y una Cámara de Representantes. Al principio el sistema administrativo fue controvertido. Por ejemplo la representación en la cámara de representantes de 110 escaños que fueron divididos en partes iguales entre sur y norte, aunque el sur tenía mayor población. Esto creó fricción en el sur, porque se creía que el gobierno era controlado por norteños.